# 尚野
尚 野（しょう や、1244年 - 1319年）は、モンゴル帝国（大元ウルス）に仕えた漢人官僚の一人。字は文蔚。保定路満城県の出身。

## 生涯
尚野の祖先は清苑の住人であったが、満城に移住してきた家であった。尚野は幼いころより鋭敏であったため、祖母の劉氏の支援のもと学問に励んだという。1281年（至元18年）には国史院編修官に任命され、1283年（至元20年）には興文署丞を兼ねて汝州判官となった。1291年（至元28年）には南陽県尹とされたが、当時累積していた訴訟案件を遅滞なく裁いてみせたと伝えられる。
1302年（大徳6年）には国子助教に任命された。大元ウルスでは皇帝（カアン）が1年の内に大都（冬の都）と上都（夏の都）を往復する季節移動が行われていたが、この年に始めて丞相のハルガスンの命によって上都に書生を教育する機関が設立された。このために尚野に印が新造・支給され、「上都分学は尚野より始まる」と評されている。その後国子博士に昇格となり、御史台に働きかけて学舎の設立などに尽力している。またこのころ、皇族のアユルバルワダ（後の仁宗）の教育にも携わっている。
1308年（至大元年）には国子司業に任命された。1311年（至大4年）、翰林直学士・知制誥同修国史を経て吏部に入った。
1312年（皇慶元年）には翰林侍講学士、1314年（延祐元年）には集賢侍講学士・兼国子祭酒を歴任した。しかし1315年（延祐2年）夏には病を理由に満城の家に帰り、1319年（延祐6年）に76歳にして死去した。
尚野には蘄州路総管府判官となった尚師易、中奉大夫・奎章閣侍書学士・同知経筵事となった尚師簡という息子がいた。